# Saison 1998-1999 des Celtics de Boston
La saison 1998-1999 des Celtics de Boston est la 53e saison de la franchise américaine de la National Basketball Association (NBA).
Cette saison est marquée par la sélection du futur joueur All-Star et champion NBA, Paul Pierce, de l’Université du Kansas avec le dixième choix de la draft NBA 1998,,. Durant l'intersaison, l’équipe a acquis le pivot de deuxième année, Tony Battie, des Lakers de Los Angeles. Pierce a très bien démarré sa carrière puisqu’il est nommé rookie du mois de février, après que la saison ait été retardée par un lock-out, qui a réduit la saison régulière à 50 matchs,,. Cependant, après un début de saison à l'équilibre sur les quatorze premiers matchs, les Celtics ont perdu dix de leurs onze matchs suivants. Les Celtics ont terminé à la cinquième place de leur division avec un bilan de 19-31, tandis que les fans commençaient à s'agacer avec la lente progression de l'entraîneur Rick Pitino, et la non-qualification en playoffs.
Pierce a réalisé une belle saison avec 16,5 points, 6,4 rebonds et 1,7 interception par match, puis nommé dans la NBA-All Rookie First Team, et a terminé à la troisième place dans le vote au NBA Rookie of the Year,.

## Draft
| Tour | Rang | Joueur      | Position | Nationalité | Provenance |
| ---- | ---- | ----------- | -------- | ----------- | ---------- |
| 1    | 10   | Paul Pierce | SF       | États-Unis  | Kansas     |

## Classements de la saison régulière
| Conférence Est | Conférence Est         | Conférence Est | Conférence Est | Conférence Est |
| No             | Franchise              | Vic.           | Déf.           | PCT            |
| -------------- | ---------------------- | -------------- | -------------- | -------------- |
| 1              | Heat de Miami          | 33             | 17             | 66.0           |
| 2              | Pacers de l'Indiana    | 33             | 17             | 66.0           |
| 3              | Magic d'Orlando        | 33             | 17             | 66.0           |
| 4              | Hawks d'Atlanta        | 31             | 19             | 62.0           |
| 5              | Pistons de Détroit     | 29             | 21             | 58.0           |
| 6              | 76ers de Philadelphie  | 28             | 22             | 56.0           |
| 7              | Bucks de Milwaukee     | 28             | 22             | 56.0           |
| 8              | Knicks de New York     | 27             | 23             | 54.0           |
|                |                        |                |                |                |
| 9              | Hornets de Charlotte   | 26             | 24             | 52.0           |
| 10             | Raptors de Toronto     | 23             | 27             | 46.0           |
| 11             | Cavaliers de Cleveland | 22             | 28             | 44.0           |
| 12             | Celtics de Boston      | 19             | 31             | 38.0           |
| 13             | Wizards de Washington  | 18             | 32             | 36.0           |
| 14             | Nets du New Jersey     | 16             | 34             | 32.0           |
| 15             | Bulls de Chicago       | 13             | 37             | 26.0           |

| Division Atlantique   | V  | D  | PCT  | GB |
| --------------------- | -- | -- | ---- | -- |
| Heat de Miami         | 33 | 17 | 66.0 | -  |
| Magic d'Orlando       | 33 | 17 | 66.0 | -  |
| 76ers de Philadelphie | 28 | 22 | 56.0 | 5  |
| Knicks de New York    | 27 | 23 | 54.0 | 6  |
| Celtics de Boston     | 19 | 31 | 38.0 | 14 |
| Wizards de Washington | 18 | 32 | 36.0 | 15 |
| Nets du New Jersey    | 16 | 34 | 32.0 | 17 |

## Effectif
| Numéro | Joueur            | Position | Provenance              |
| ------ | ----------------- | -------- | ----------------------- |
| 0      | Walter McCarty    | PF       | Kentucky                |
| 4      | Popeye Jones      | PF       | Murray State            |
| 5      | Ron Mercer        | SG       | Kentucky                |
| 7      | Kenny Anderson    | PG       | Georgia Tech            |
| 8      | Antoine Walker    | PF       | Kentucky                |
| 9      | Greg Minor        | SG       | Louisville              |
| 11     | Dana Barros       | PG       | Boston College          |
| 12     | Bruce Bowen       | SF       | Cal State Fullerton     |
| 13     | Damon Jones       | PG       | Houston                 |
| 34     | Paul Pierce       | SF       | Kansas                  |
| 40     | Tony Battie       | C        | Texas Tech              |
| 44     | Eric Riley        | C        | Michigan                |
| 45     | Andrew DeClercq   | C        | Florida                 |
| 52     | Vitaly Potapenko  | C        | Wright State University |
| 55     | Dwayne Schintzius | C        | Florida                 |

## Statistiques
| Joueur            | MJ | MC | MPG  | FG%  | 3P%  | FT%  | RPG | APG | SPG | BPG | PPG  |
| ----------------- | -- | -- | ---- | ---- | ---- | ---- | --- | --- | --- | --- | ---- |
| Kenny Anderson    | 34 | 33 | 29.7 | .451 | .250 | .832 | 3.0 | 5.7 | 1.0 | 0.1 | 12.1 |
| Dana Barros       | 50 | 16 | 23.1 | .453 | .400 | .877 | 2.1 | 4.2 | 1.0 | 0.1 | 9.3  |
| Tony Battie       | 50 | 15 | 22.4 | .519 | .000 | .672 | 6.0 | 1.1 | 0.6 | 1.4 | 6.7  |
| Bruce Bowen       | 30 | 1  | 16.5 | .280 | .269 | .458 | 1.7 | 0.9 | 0.7 | 0.3 | 2.3  |
| Andrew DeClercq   | 14 | 1  | 18.4 | .491 | -    | .655 | 4.5 | 0.7 | 0.9 | 0.6 | 5.4  |
| Marlon Garnett    | 24 | 0  | 8.5  | .294 | .261 | .750 | 0.9 | 0.8 | 0.2 | 0.0 | 2.1  |
| Damon Jones       | 13 | 0  | 16.4 | .387 | .455 | .750 | 2.4 | 2.2 | 0.5 | 0.0 | 5.8  |
| Popeye Jones      | 18 | 2  | 11.4 | .392 | .000 | .824 | 2.9 | 0.8 | 0.3 | 0.0 | 3.0  |
| Walter McCarty    | 32 | 4  | 20.6 | .362 | .260 | .702 | 3.6 | 1.3 | 0.8 | 0.4 | 5.7  |
| Ron Mercer        | 41 | 40 | 37.8 | .431 | .167 | .790 | 3.8 | 2.5 | 1.6 | 0.3 | 17.0 |
| Greg Minor        | 44 | 7  | 17.4 | .417 | .286 | .750 | 2.7 | 1.1 | 0.5 | 0.1 | 4.9  |
| Paul Pierce       | 48 | 47 | 34.0 | .439 | .412 | .713 | 6.4 | 2.4 | 1.7 | 1.0 | 16.5 |
| Vitaly Potapenko  | 33 | 32 | 28.1 | .521 | -    | .547 | 7.2 | 1.8 | 0.7 | 0.6 | 10.8 |
| Eric Riley        | 35 | 11 | 9.6  | .519 | -    | .710 | 2.8 | 0.4 | 0.3 | 0.7 | 2.2  |
| Dwayne Schintzius | 16 | 0  | 4.2  | .250 | -    | .750 | 1.2 | 0.5 | 0.0 | 0.2 | 0.7  |
| Antoine Walker    | 42 | 41 | 36.9 | .412 | .369 | .559 | 8.5 | 3.1 | 1.5 | 0.7 | 18.7 |

## Récompenses
- Paul Pierce, NBA All-Rookie First Team